# Вестарктика
Вестарктика (англ. Grand Duchy of Westarctica) — перша віртуальна держава Антарктиди. Заснована у 2001 році Тревісом МакГенрі. Вестарктика претендує на Землю Мері Берд, розташовану на південь від 60 градуса південної широти між 90 і 150 градусом західної довготи. Це єдина нейтральна територія в Антарктиді, на яку не претендує жодна з офіційних держав. Столицею Вестарктики оголошений острів Петра I, який вважає своєю територією Норвегія. На території Вестарктики постійно працює понад 200 вчених. Вестарктика також претендує на острів Баллені, який вважає своєю частиною Нова Зеландія. Загальна площа Вестарктики становить 1610000 кв. км.
Спочатку держава мала назву Ахейська територія Антарктиди. У 2004 році Тревіс МакГенрі змінив назву на Велике князівство Вестарктика. У 2006 році Тревіс МакГенрі зрікся престолу на користь Філіпа Карнса. У 2008 році Філіп Карнс передав владу Джону Лоуренсу Лангеру. У 2010 році засновник Тревіс МакГенрі усунув від влади Джона Лоуренса Лангера і знову очолив державу. Назву було замінено на Протекторат Вестарктика, прийнято новий прапор і країна увійшла до Антарктичного союзу мікродержав. Діяльність держави зводиться в основному до видання колекційних монет і поштових марок. На територію країни претендують деякі інші віртуальні держави Антарктиди: Королівство Фінінсмунд, Республіка Мері та Федеративні штати Антарктиди.

## Ресурси Інтернету
- Westarctica
- Родезійська війна в Антарктиді [Архівовано 3 вересня 2010 у Wayback Machine.] // Приватний кореспондент, 28 серпня 2010
- Westarctica Information
- Antarctic Micronational Union (AMU) Website [Архівовано 27 червня 2012 у Wayback Machine.]. A list of Antarctic Micronational Union members is available on this page, and a longer list of Antarctic micronations can be seen on # List_of_Micronations Wikia. Note that all of these claimed micronations have founding dates much later than that of Westarctica, which is thought to be the first documented claim on Antarctic territory since the 1959 signing of the Antarctic Treaty
- The Grand Duchy of Westarctica (West-Antarctica) Columbus Magazine. By Mariska van Brederode, June 2010
- About Westarctica [Архівовано 27 лютого 2022 у Wayback Machine.]
- Coins